# スキマスイッチ TOUR 2015 “SUKIMASWITCH”SPECIAL
『スキマスイッチ TOUR 2015 “SUKIMASWITCH”SPECIAL』は、スキマスイッチのライブ・アルバム。

## 解説
- 初回生産限定盤・通常盤の2種同時発売。CDはBlu-spec CD2仕様である。
- 『スキマスイッチ 10th Anniversary “Symphonic Sound of SukimaSwitch”』から約1年6ヶ月ぶりのライブ・アルバム。
- 初回生産限定盤の特典は以下のとおり[1]。
  - 透明スリーブケース仕様
  - スペシャル・ブックレット付属
  - 『スキマスイッチ TOUR 2015 “SUKIMASWITCH”-SPECIAL-THE MOVIE』との連動応募抽選特典［応募券］封入

## バンドメンバー
- 大橋卓弥  –  Vocal, Guitar
- 常田真太郎  –  Piano, Rhodes, Clavinet, Chorus
- 石成正人  –  Guitar, Chorus
- 種子田健  –  Bass
- 村石雅行  –  Drums
- 浦清英  –  Keyboards, Organ
- 松本智也  –  Percussion, Chorus, Guitar
- 田中充  –  Trumpet, Chorus
- 本間将人  –  Sax, Flute, Keyboards, Chorus

## 収録曲

### DISC-1
1. OPENING
2. Ah Yeah!!
  - テレビ東京系｢JAPAN COUNTDOWN｣10月度オープニングテーマ
3. トラベラーズ・ハイ
4. 夏のコスモナウト
5. 双星プロローグ
6. アイスクリーム シンドローム
7. 思い出クロール
8. 願い言
9. 僕と傘と日曜日

### DISC-2
1. life×life×life
2. 蝶々ノコナ
3. ムーンライトで行こう
4. ゴールデンタイムラバー
5. ゲノム
6. パラボラヴァ
7. ガラナ
8. ユリーカ
9. 星のうつわ
10. SF -encore-
11. 桜夜風 Live at NHK Hall（2015.4.3）